# Pain, pain
「Pain, pain」（ペイン・ペイン）は、E-girlsの22作目のシングル曲。2018年2月28日にrhythm zoneより発売。

## 概要
本作は吉岡里帆主演のTBS系『火曜ドラマ・きみが心に棲みついた』の主題歌に起用された楽曲である。また、カップリングの「DYNAMITE GIRL」は映画「トゥームレイダー ファースト・ミッション」日本版主題歌となっている。

## 収録曲

### CD+DVD+写真集
CD
1. Pain, pain
作詞: 小竹正人、作曲: 宮田“レフティ”リョウ
2. DYNAMITE GIRL
作詞: 小竹正人、作曲: Masaya Wada・Simon Janlov
3. LOVE
4. THE NEVER ENDING STORY 〜君に秘密を教えよう〜
作詞：Keith Forsey・藤林聖子（日本語訳詞）、作曲：Giorgio Moroder、編曲：h-wonder
  - 4thシングルの再収録バージョン。
5. Pain, pain (Instrumental)

DVD
1. Pain, pain (Music Video)
2. FILM☓E-girls (Making Film)

### CD+DVD
CD
1. Pain, pain
2. DYNAMITE GIRL
3. LOVE
4. NEVER ENDING STORY〜君に秘密を教えよう〜
5. Pain, pain (Instrumental)

DVD
1. Pain, pain (Music Video)
2. FILM☓E-girls (Making Film)

### CD
1. Pain, pain
2. DYNAMITE GIRL
3. LOVE
4. NEVER ENDING STORY〜君に秘密を教えよう〜
5. Pain, pain (Instrumental)
6. DYNAMITE GIRL (Instrumental)
7. LOVE (Instrumental)
8. NEVER ENDING STORY〜君に秘密を教えよう〜 (Instrumental)